# 電漿推進發動機
電漿推進發動機（Plasma propulsion engine）的較狹義的定義是以推進劑（為電漿體）中的電流或電位來加速推進劑，即不單獨用電場加速推進劑者。與其區別的離子推進器則是使用高壓電網或電極來加速推進劑。
此類推進器適合用於行星際旅行。

## 類型

### 螺旋雙層推進器
螺旋雙層推進器（Helicon Double Layer Thruster）是使用無線電波來製造電漿體並用磁力噴嘴來聚集加速電漿體。

### 磁電漿動力推進器

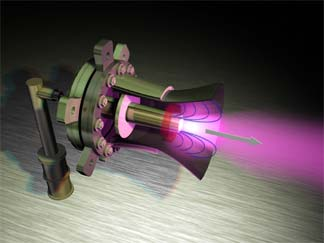
MPD推進器。

磁電漿動力推進器（Magnetoplasmadynamic thruster）是將離子化的氣體填入加速腔，以電場和磁場作為動力源，電荷流過在磁場中的電漿體而產生羅倫茲力使電漿體加速而排出加速腔

### 無電極電漿推進器
無電極電漿推進器（Electrodeless Plasma Thruster）以有質動力即以強烈的電磁能量梯度來加速電漿或帶電粒子。

### VASIMR

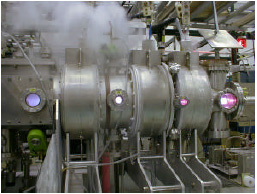
VASIMR測試。

可變比衝磁電漿火箭（Variable Specific Impulse Magnetoplasma Rocket）以無電電波來離子化和填充電漿，用磁場來加速電漿並推出火箭外來產生推力。